# Dekanat Racibórz
Dekanat Racibórz – jeden z 36 dekanatów w rzymskokatolickiej diecezji opolskiej.
W skład dekanatu wchodzi 11 parafii:
- parafia Nawiedzenia Najświętszej Maryi Panny → Łubowice
- parafia Św. Jadwigi → Markowice [→Racibórz]
- parafia Św. Józefa → Ocice [→Racibórz]
- parafia Św. Jana Chrzciciela → Ostróg [→Racibórz]
- parafia Św. Paschalisa Baylona → Płonia [→Racibórz]
- parafia Matki Bożej → Racibórz
- parafia Najświętszego Serca Pana Jezusa → Racibórz
- parafia Św. Mikołaja → Racibórz
- parafia Wniebowzięcia Najświętszej Maryi Panny → Racibórz
- parafia Św. Katarzyny Aleksandryjskiej Dziewicy i Męczennicy → Rudnik
- parafia Świętego Krzyża → Studzienna [→Racibórz]

## Historia
Archiprezbiterat (odpowiednik dekanatu w dawnej diecezji wrocławskiej) w Raciborzu był jednym z dwunastu na jakie w średniowieczu dzielił się archidiakonat opolski diecezji wrocławskiej.
W sprawozdaniu z poboru świętopietrza sporządzonym przez Galharda z Cahors w 1335 wymieniono tylko 3 jego parafie: Pstrążna (Ecclesia de Psdrazno), Lyski (Lissek), Stara Wieś (sancto Nicolao). Z pewnością nie wymienione zostały wszystkie wówczas istniejące.
Według kolejnego zachowanego sprawozdania z poboru świętopietrza, tym razem sporządzonego przez archidiakona opolskiego Mikołaja Wolffa w 1447 na dekanat raciborski składały się następujące parafie: Racibórz (Rathibor), Stara Wieś (Aput Sanctum Nicolaum), Łubowice (Olbowicz), Markowice (Markowicz), Lyski (Lusky), Pstrążna (Pstrz), Lubomia (Luboma), Bogumin (Stary) (Oderberg), Krzyżanowice (Krzyzanowicz), Bieńkowice (Byenkowicz), Janowice (Cyprzanów) (Janowicz), Rudnik (Rudnyk), Krowiarki (Krawrn), Tworków (Tworkaw), Wojnowice (Wayndorff), Rudyszwałd (Ridiswalde), Raszczyce (Raschicz), Maków (Mokaw).